# Strapless
Pour plus de détails, voir Fiche technique et Distribution.
Strapless est un film britannique réalisé par David Hare, sorti en 1989.

## Fiche technique
- Titre : Strapless
- Réalisation : David Hare
- Scénario : David Hare
- Photographie : Andrew Dunn
- Musique : Nick Bicât
- Pays d'origine : Royaume-Uni
- Format : Couleurs - 1,85:1 - Stéréo
- Genre : comédie romantique
- Durée : 100 minutes
- Date de sortie : 1989

## Distribution
- Blair Brown : Dr Lillian Hempel
- Bruno Ganz : Raymond Forbes
- Bridget Fonda : Amy Hempel
- Alan Howard (en) : Mr Cooper
- Michael Gough : Douglas Brodie
- Hugh Laurie : Colin
- Camille Coduri : Mme Clark
- Constantin Alexandrov : Imre Kovago
- Dana Gillespie : Julie Kovago
- Derek Webster : Croupier
- Ann Firbank : Daphne Brodie